# Eduarda Dionísio
Eduarda Dionísio (Lisboa, 1946-Lisboa, 22 de mayo de 2023) fue una escritora, dramaturga y agitadora cultural portuguesa. 

## Biografía
Era hija del escritor portugués Mário Dionísio. Se recibió de Licenciada en Filología Románica en la Universidad Clásica de Lisboa. Fue profesora en el nivel secundario en varias escuelas de Lisboa. Formó parte de diversos grupos de teatro de la Faculdad de Letras y del Ateneo Cooperativo, fundando el grupo Contra Regra (en 1983), donde se dedicó a la crítica literaria. Colaboró en grupos teatrales como «O Bando» y el «Teatro da Cornucópia». Como profesora fue  dirigente sindical del SPGL (Sindicato de Profesores de la Gran Lisboa), en 1977. Desempeñó diversas actividades culturales (enseñanza, teatro, y traducción). Realizó traducciones de distintos autores, como William Shakespeare y Bertolt Brecht.

## Obras
- Comente o seguinte texto (1972),
- Retrato dum amigo enquanto falo (1979)
- Histórias, memórias, imagens e mitos duma geração curios a (1981),
- Pouco tempo depois (1984),
- Alguns lugares muito comuns (1987)
- Antes que a Noite Venha.
- As Histórias não têm fim (1997).

- Publicó también el ensayo Títulos, Acções e obrigações: a cultura em Portugal (1993)

- Escribió el artículo "Práticas culturais" en el libro Portugal: 20 anos de democracia (1993) , donde la autora traza una evolución de las prácticas culturales en Portugal desde la Revolución de los Claveles hasta 1993.